# Danmarks Socialdemokratiske Ungdom
Danmarks Socialdemokratiske Ungdom (DSU), wörtlich Sozialdemokratische Jugend Dänemarks, ist die Jugendorganisation der sozialdemokratischen Partei Dänemarks Socialdemokraterne.
Die Organisation hat 2694 Mitglieder (2011) unter 31 Jahren. Es gibt etwa 60 Lokalvereine („Abteilungen“). Die Abteilungen wiederum sind in 10 Gebieten aufgeteilt und die Gebietsgrenzen folgen den dänischen Großwahlkreisen zur Wahl des Folketings.
Die DSU ist Mitglied der Dansk Ungdoms Fællesråd DUF (wörtlich: Gemeinsamer Rat der dänischen Jugend), der Internationalen Union von Sozialistischen Jugendorganisationen IUSY. Die DSU arbeitet auch mit der ECOSY, wie es die Jusos auch tun.
Die Vorsitzende ist Camilla Brejner Schwalbe aus Kopenhagen (Amager Abteilung), die als Vorsitzende auf dem 39. Kongress in Horsens im Mai 2012 gewählt wurde.
Der Generalsekretär heißt Jakob K. Sørensen und stammt aus Holstebro in Mitteljütland, wohnt aber jetzt in Kopenhagen. Er wurde ebenfalls auf dem 39. Kongress gewählt.
Der stellvertretende Vorsitzende ist Katrine Evelyn Jensen. Er kommt ursprünglich aus Nordjylland, wurde ebenfalls auf dem Kongress 2022 gewählt.
Der Bundesausschuss (Forretningsudvalget, FU) hat dreizehn Mitglieder, die auf den Kongressen gewählt werden. Die DSU hat auch einen Bundesvorstand (Hovedbestyrelsen, HB), der aus 42 Mitglieder besteht: 28 werden in den Gebieten gewählt und die dreizehn Mitglieder des Bundesausschusses sind auch Mitglieder des Bundesvorstands. Die Sozialdemokratische Partei Dänemarks hat einen Beobachter im Bundesvorstand, sowie der sozialdemokratische Studentenbund „Freies Forum“ (Frit Forum).